# Gryon barbiellinii
Gryon barbiellinii är en stekelart som först beskrevs av Costa Lima 1940.  Gryon barbiellinii ingår i släktet Gryon och familjen Scelionidae. Inga underarter finns listade i Catalogue of Life.